# World Games 2017/Sportklettern
Bei den World Games 2017 wurden vom 21. bis 23. Juli 2017 insgesamt sechs Wettbewerbe im Sportklettern durchgeführt.

## Wettbewerbe und Zeitplan
| Wettbewerbe            | Juli | Juli | Juli |
| Damen                  | 21.  | 22.  | 23.  |
| ---------------------- | ---- | ---- | ---- |
| Bouldern               |      |      |      |
| Speedklettern          |      |      |      |
| Schwierigkeitsklettern |      |      |      |
| Herren                 | 21.  | 22.  | 23.  |
| Bouldern               |      |      |      |
| Speedklettern          |      |      |      |
| Schwierigkeitsklettern |      |      |      |

_ Qualifikation
 Finale

## Ergebnisse

### Damen
Bouldern
| Platz | Land | Sportlerin     | Ergebnis |
| ----- | ---- | -------------- | -------- |
| 1     | SRB  | Staša Gejo     | 4t10 4b8 |
| 2     | JPN  | Miho Nonaka    | 3t10 3b8 |
| 3     | FRA  | Fanny Gibert   | 2t2 2b2  |
| 4     | JPN  | Akiyo Noguchi  | 2t3 2b3  |
| 5     | GER  | Monika Retschy | 1t6 2b7  |
| 6     | USA  | Margo Hayes    | 0t 2b11  |

Speedklettern
| Platz | Land | Sportlerin       | Ergebnis |
| ----- | ---- | ---------------- | -------- |
| 1     | RUS  | Iuliia Kaplina   | 7,32 s   |
| 2     | FRA  | Anouck Jaubert   | 7,42 s   |
| 3     | RUS  | Anna Tsyganova   | 7,79 s   |
| 4     | RUS  | Mariia Krasavina | 9,08     |

Schwierigkeitsklettern
| Platz | Land | Sportlerin       | Ergebnis |
| ----- | ---- | ---------------- | -------- |
| 1     | BEL  | Anak Verhoeven   | 2,00     |
| 2     | SLO  | Janja Garnbret   | 2,00     |
| 3     | FRA  | Julia Chanourdie | 2,00     |
| 4     | KOR  | Jain Kim         | 4,50     |
| 5     | AUT  | Jessica Pilz     | 4,50     |
| 6     | JPN  | Akiyo Noguchi    | 6,00     |
| 7     | SLO  | Mina Markovič    | 7,00     |
| 8     | USA  | Claire Buhrfeind | 8,00     |

### Herren
Bouldern
| Platz | Land | Sportler        | Ergebnis |
| ----- | ---- | --------------- | -------- |
| 1     | JPN  | Yoshiyuki Ogata | 4t9 4b6  |
| 2     | GER  | Jan Hojer       | 3t6 3b4  |
| 3     | RUS  | Alexei Rubzow   | 2t3 4b8  |
| 4     | FRA  | Mickaël Mawem   | 2t4 4b7  |
| 5     | JPN  | Tomoa Narasaki  | 1t4 2b5  |
| 6     | FRA  | Manuel Cornu    | 1t5 3b8  |

Speedklettern
| Platz | Land | Sportler                  | Ergebnis |
| ----- | ---- | ------------------------- | -------- |
| 1     | IRI  | Reza Alipourshenazandifar | 5,57 s   |
| 2     | UKR  | Danyil Boldyrev           | DSQ      |
| 3     | RUS  | Stanislav Kokorin         | 5,80 s   |
| 4     | POL  | Marcin Dzienski           | 5,99 s   |

Schwierigkeitsklettern
| Platz | Land | Sportler            | Ergebnis |
| ----- | ---- | ------------------- | -------- |
| 1     | JPN  | Keiichiro Korenaga  | 1,50     |
| 2     | JPN  | Yuki Hada           | 1,50     |
| 3     | CAN  | Sean McColl         | 3,00     |
| 4     | FRA  | Romain Desgranges   | 5,00     |
| 5     | SLO  | Domen Skofic        | 5,00     |
| 6     | ITA  | Francesco Vettorata | 5,00     |
| 7     | POL  | Maciej Dobrzanski   | 7,00     |
| 8     | NZL  | Campbell Harrison   | 8,00     |

## Medaillenspiegel
| Medaillenspiegel | Medaillenspiegel | Medaillenspiegel | Medaillenspiegel | Medaillenspiegel | Medaillenspiegel |
| Platz            | Land             | G                | S                | B                | Gesamt           |
| ---------------- | ---------------- | ---------------- | ---------------- | ---------------- | ---------------- |
| 01               | Japan            | 2                | 2                | 0                | 4                |
| 02               | Russland         | 1                | 0                | 3                | 4                |
| 03               | Belgien          | 1                | 0                | 0                | 1                |
| 03               | Iran             | 1                | 0                | 0                | 1                |
| 03               | Serbien          | 1                | 0                | 0                | 1                |
| 06               | Frankreich       | 0                | 1                | 2                | 3                |
| 07               | Deutschland      | 0                | 1                | 0                | 1                |
| 07               | Slowenien        | 0                | 1                | 0                | 1                |
| 07               | Ukraine          | 0                | 1                | 0                | 1                |
| 10               | Kanada           | 0                | 0                | 1                | 1                |
| Total            | Total            | 6                | 6                | 6                | 18               |